# 根岸重一
根岸 重一（ねぎし しげいち、1923年11月29日 - 2024年1月26日）は、日本の発明家。カラオケの発明者の一人とされる。

## 来歴
1923年11月29日、現在の東京都板橋区に生まれる。法政大学経済学部で学び、太平洋戦争で陸軍に徴兵され、敗戦により捕虜となり、シンガポールで抑留された。1947年に復員。復員後はオリンパス光学工業や電気部品メーカーに勤めた後、1956年にラジオやカーステレオの組み立てを手掛ける日電工業を設立した。
1967年夏頃、8トラックのカーステレオにマイクのミキシング回路を組み込んだ装置を考案し、試作品を社内で製作した。「世界初のカラオケ機」といえるこの試作機で根岸が最初に歌ったのは、児玉好雄の「無情の夢」であった。ボリュームやトーンのコントロールボタンもつけて意匠を整えた第一号機を家に持ち帰ると、子供たちがマイクを奪い合い、夢中になって歌った。根岸は「とにかく気持ちが良かったんです。これはおもしろい、絶対に商売になるぞ」と思ったことを、後に述懐している。
その後に、NHKから歌の入っていない伴奏音源を借りて8トラックテープに20曲ほど録音して伴奏用テープを製作、歌詞を手で写した歌詞カードも作り、マイク端子付き８トラックプレーヤーとのセットで商品化した。販売は、アイデア商品を手掛けていた「国際商品」に委託。国際商品が1967年から「ミュージックボックス」「スパルコボックス」「ミニジュークボックス」などの商品名で飲食店などに販売した。販売価格は一台18万円だった。また、店舗への設置は無料でおこない、利用者から1曲100円の利用料を徴収した上で、一部を店舗に収める形もとられた。
「スパルコボックス」等の名で販売されたこの装置は、マイク付きプレーヤー、伴奏テープ、歌詞カードの3点セットを備え、コインタイマーによる課金システムも持つことから、最初期のカラオケ装置とされる。根岸は「スパルコボックス」の特許は取得しなかった。没後に子息は、「発明や新しいことが大好きな父はお金儲けは二の次でした」「父はお金より自分のアイデアで多くの人が喜んでもらえることが嬉しかったのだと思います」と証言している。
この装置は、国際商品が1967年～73年にかけて全国でおよそ8000台販売したが、同社は健康産業に業種転換したため撤退した。根岸自身も全国で装置を売り回り、1975年までに2000台を販売したが、「流し」の反発で返品されることも多かった。1975年に事業から撤退した。
1993年頃に経営者を引退した。
2024年1月26日、100歳で死去した。訃報はアメリカの新聞ウォールストリート・ジャーナルが3月15日付で最初に報じた。
2025年6月、根岸が手がけた世界初のカラオケマシンが、米国電気電子学会（IEEE）から歴史的偉業を顕彰する「IEEEマイルストーン」に認定され、東京都内で12日に式典が開催された。この顕彰は、開発から25年以上が経過し、社会や産業の発展に多大な貢献をした技術などが対象となる